# Philip Dechamps

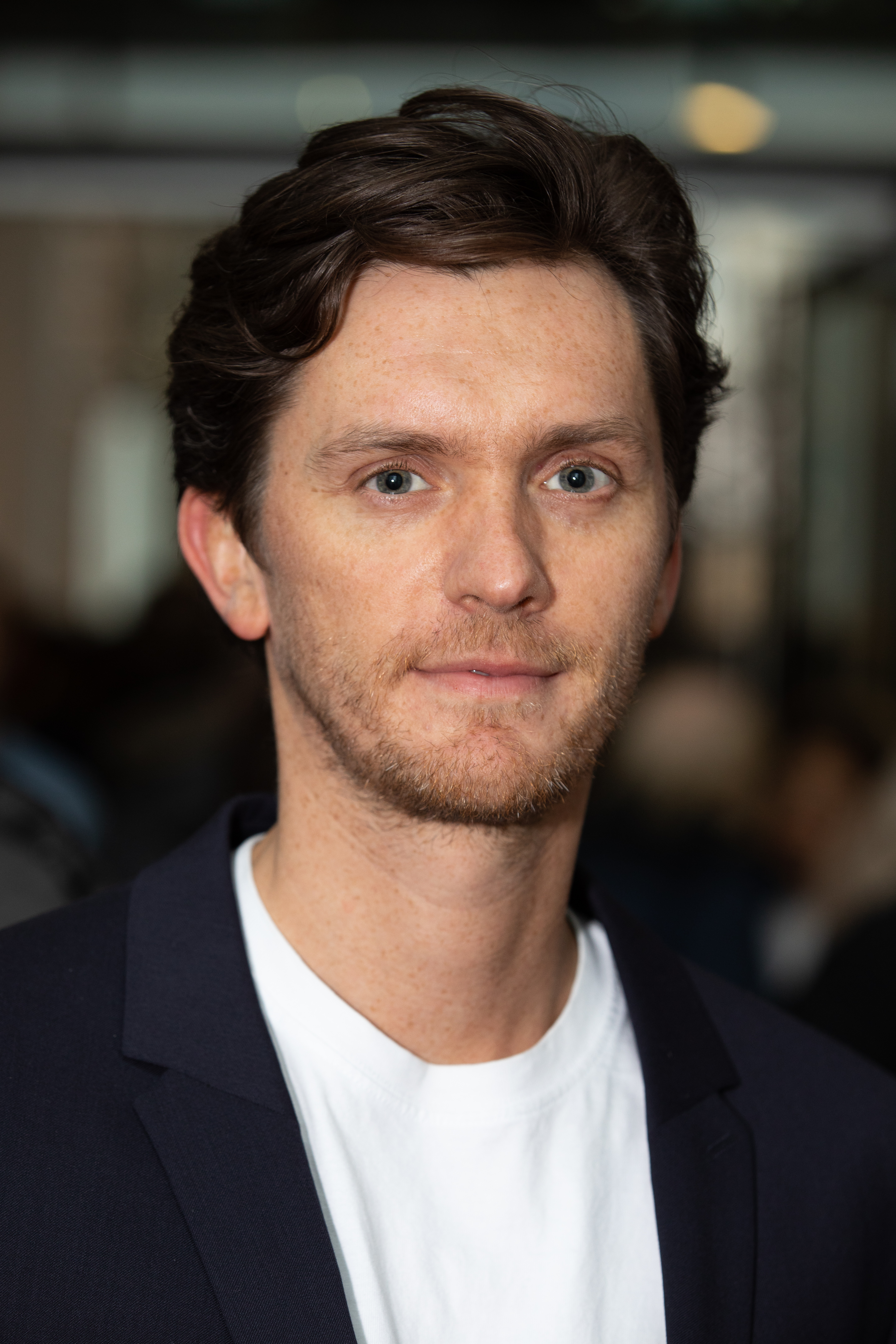
Philip Dechamps (2020)

Philip Dechamps (* 1989 in München) ist ein deutscher Schauspieler.

## Leben
Philip Dechamps ist der Sohn des Schauspieles Bernd Dechamps. Er wuchs in seiner Geburtsstadt München auf, wo er von 1999 bis 2008 das Thomas-Mann-Gymnasium besuchte, an dem er auch Abitur machte. Von 2010 bis 2014 absolvierte er sein Schauspielstudium an der Akademie für Darstellende Kunst Baden-Württemberg. 2013 bekam er mit dem Ensemble des Stücks Desirevolution (nach Motiven von Matias Faldbakken und Thomas Mann) für seine Rolle des Simpel den Günther-Rühle-Preis bei der „Woche junger Schauspieler“ in Bensheim.
Ab der Spielzeit 2014/15 gehörte Dechamps bis zum Ende der Spielzeit 2018/19 fest zum Ensemble des Münchner Residenztheaters.
Zu seinen Bühnenrollen dort gehörten u. a. Mads Moen/Der Affenjunge in Peer Gynt (2014, Regie: David Bösch), Hortensio in Der Widerspenstigen Zähmung  (2014, Regie: Tina Lanik), Chevalier de Danceny in Gefährliche Liebschaften (2015, Regie: Katrine Wiedemann), die Titelrolle in Pinocchio (Premiere: Spielzeit 2015/16, Regie: Thomas Birkmeir), Slick in Die schmutzigen Hände (Premiere: 2016, Regie: Martin Kušej), Abe in Geächtet von Ayad Akhtar (Premiere: Februar 2016, Regie: Antoine Uitdehaag), Philip Lehman in Lehman Brothers. Aufstieg und Fall einer Dynastie von Stefano Massini (Premiere: Juni 2016, Regie: Marius von Mayenburg) und die Hauptrolle des Julian in Der Schweinestall von Pier Paolo Pasolini (Premiere: November 2016, Regie: Ivica Buljan). In diesem Zeitraum gab es auch eine künstlerische Zusammenarbeit mit dem Tanztheater Peeping Tom. In der Spielzeit 2016/17 übernahm er am Residenztheater München außerdem die Rollen Christoph/Selbstmörder in der Fassbinder-Adaption In einem Jahr mit 13 Monden (Premiere: März 2017, Regie: Aureliusz Smigiel) sowie die Titelrolle in Tartuffe (Premiere: Juni 2017, Regie: Mateja Koleznik). In der Spielzeit 2018/19 spielte er den Marquis des Grieux in Andreas Kriegenburgs Inszenierung von Dostojewskijs Der Spieler.
Für seine schauspielerischen Leistungen wurde er im Herbst 2017 mit dem Bayerischen Kunstförderpreis für darstellende Kunst ausgezeichnet. 2018 erhielt er den Förderpreis der Freunde des Residenztheaters. 2021 wurde er auf dem Buenos Aires International Film Festival für Zwei ist eine gute Zahl als Bester Hauptdarsteller nominiert und beim Black Cat Award als bester Hauptdarsteller ausgezeichnet.
Seit der Spielzeit 2019/20 ist er als Gast an der Schaubühne am Lehniner Platz verpflichtet, wo er in Katie Mitchells und Alice Birchs Bühnenfassung von Virginia Woolfs Roman Orlando auftritt.
Er spielte neben seinen Rollen am Theater in mehreren Film- und Fernsehproduktionen mit. Erste Rollen vor der Kamera spielte er bereits als Jugendlicher. Er hatte später dann zunächst kleinere Episodenrollen in den Fernsehserien Der Alte, Siska, Forsthaus Falkenau und Hubert und Staller. Auch wirkte er in dem Film Blaubeerblau (2011) von Rainer Kaufmann sowie in der Serie Zeit der Helden (2013) von Kai Wessel mit. In der ZDF-Serie SOKO München (2014) war er als tatverdächtiger Sportstudent und Barkeeper Jan Herzinger zu sehen. In der 3. Staffel der Fernsehserie In aller Freundschaft – Die jungen Ärzte (2017) übernahm er eine Episodenhauptrolle als ehemaliger Leistungssportler, der nach einem schweren Unfall am Reck im Rollstuhl sitzt. Eine weitere Episodenrolle hatte er in der ZDF-Serie Die Rosenheim-Cops (2018) als tatverdächtiger Pferdetrainer Markus Köhler.
In dem im Oktober 2020 erstausgestrahlten „Passau-Krimi“ Die Donau ist tief. Ein Krimi aus Passau spielte er den Tierarzt Dr. Jan Heckmann. In Zwei ist eine gute Zahl war er 2021 zum ersten Mal in einer Kino-Hauptrolle zu sehen. In Praxis mit Meerblick – Kleine Wunder (2024), dem 19. Film der ARD-Reihe Praxis mit Meerblick mit Tanja Wedhorn als Ärztin Nora Kaminski in der Hauptrolle, spielte Dechamps als ayurvedischer Fitness-Influencer Valentin Lehwald eine der Hauptrollen.
Dechamps lebt in München.

## Filmografie (Auswahl)
- 2001: Die grüne Wolke (Fernsehserie; Serienrolle)
- 2001: Die grüne Wolke (Kinofilm)
- 2002: Flaschendreh (Kurzfilm)
- 2008: Der Alte (Fernsehserie; Folge 331: Sanft entschlafen)
- 2008: Siska (Fernsehserie; Folge: Keine Gnade für Ronny Brack)
- 2009: Forsthaus Falkenau (Fernsehserie; verschiedene Rollen)
- 2011: Der Alte (Fernsehserie; Folge: Zivilcourage)
- 2011: Kommissarin Lucas – Am Ende muss Glück sein (Fernsehreihe)
- 2011: Blaubeerblau (Fernsehfilm)
- 2012: Hubert und Staller (Fernsehserie; Folge: Ab in die Spielerhölle)
- 2013: Zeit der Helden (Fernsehserie)
- 2014: SOKO 5113 (Fernsehserie; Folge: Der Tote im Park)
- 2015: The Bittersweet Taste of Power (Alternativtitel: Droge.Macht; Spielfilm)
- 2017: In aller Freundschaft – Die jungen Ärzte (Fernsehserie; Folge: Herzenswünsche)
- 2018: Die Rosenheim-Cops (Fernsehserie; Folge: Ausgeritten)
- 2019: Tatort: Die ewige Welle (Fernsehreihe)
- 2020: SOKO Köln (Fernsehserie; Folge: Wunschkinder)
- 2020: Die Donau ist tief. Ein Krimi aus Passau (Fernsehreihe)
- 2021: Zwei ist eine gute Zahl (Kinofilm)
- 2022: Hubert ohne Staller (Fernsehserie; Folge: Frau Hackl muss weg)
- 2022: JGA: Jasmin. Gina. Anna.
- 2024: Praxis mit Meerblick – Kleine Wunder (Fernsehreihe)